# Michel de Bouliers Ier
Michel  de Bouliers, mort le 29  septembre 1441, est un prélat français du XVe siècle. Il est de la maison le Bouliers de Cental en Piémont. Michel  appartient à la famille de Michel de Bouliers II  et de Louis de Bouliers  ,évêques de Riez.

## Biographie
Michel de Bouliers,  religieux dominicain, est nommé évêque de Riez en 1416.  Ce prélat lève en 1417, l'interdit par suite duquel les habitants de Saint-Julien le Montagnier sont  privés les sacrements. Les droits de dîmes ne se payant plus exactement, Michel de Bouliers fait faire de nouvelles reconnaissances pour le blé, le vin et les agneaux. 

## Source
- La France pontificale (Gallia Christiana), Paris, s.d.